# Johannes Hubertus Leonardus de Haas
Johannes Hubertus Leonardus de Haas (25 de marzo de 1832 – 4 de agosto de 1908) fue un pintor holandés de paisajes y animales y figura periférica de la Escuela de La Haya

## Biografía
De Haas nació en Hedel el 25 de marzo de 1832 y su infancia y juventud la pasó casi por completo en Ámsterdam donde comenzó a asistir a clases nocturnas en la academia Koninklijke. Después de eso se mudó a Haarlem para convertirse en aprendiz del artista Pieter Frederik van Os. Durante su estancia en Haarlem trabó amistad con Paul Gabriël y Hendrik Dirk Kruseman Van Elten que también estudiaban con Van Os.
En 1853, junto a sus dos amigos, De Haas decidió ir a Oosterbeek. Allí entablaron contacto con el influyente pintor paisajista Johannes Warnardus Bilders y un grupo de jóvenes pintores que se habían reunido en torno a él, muchos de los cuales se convertirían en miembros de la Escuela de La Haya. De Haas también encontró allí a su futura esposa, la hija de Bilders, Carolina. En 1855 Haas exhibió varias de sus obras en la exposición de París que fueron elogiadas por el conocido crítico de arte Jean Baptiste Gustave Planche.
En 1857 fue a Bruselas donde se hizo amigo de Willem Roelofs. De Haas regresaba a menudo a los Países Bajos y a Oosterbeek en busca de inspiración y también de Carolina. Desde 1860 su amigo Paul Gabriël también se trasladó a Bruselas y De Haas a menudo pintaba el ganado en los paisajes de Roelofs y Gabriel fundiendo a la perfección sus estilo con el de ellos. En 1860 ganó la medalla de oro en la exposición de Utrecht.
De 1861 a 1869 De Haas se instaló permanentemente en Bruselas buscando sus temas para las pinturas principalmente en las costas de Flandes y Picardie al norte de Francia. Durante su estancia en Bruselas De Haas es pieza fundamental a la hora de transmitir el estilo de la Escuela de Barbizon a los pintores de Oosterbeek.
Se casó con Caroline Bilders en 1862 y en 1864 vivieron brevemente junto al hermano de ella, el prometedor pintor Gerard Bilders. Caroline fallece en 1865 de tuberculosis a la edad de 24 años dejando al pintor con un hijo. 
En 1869 recibe la medalla de oro por sus trabajos en la exposición de Munich. En esta época inicia amistad con el futuro príncipe regente de Baviera Leopoldo. Esta amistad le proporciona la oportunidad de contribuir para exposiciones en Baviera y más tarde para el Imperio alemán. Desde 1888 fue responsable de la selección de obras holandesas para la exposición de Munich. Esta posición le enemistó con muchos jóvenes pintores holandeses por sus elecciones conservadoras.
En 1892 fue escogido por la reina Emma para hacer la selección de pinturas de la colección Real para una exhibición en el Alte Pinakothek de Munich.
De Haas falleció el 4 de agosto de 1908 en Königswinter.

## Selección de obras

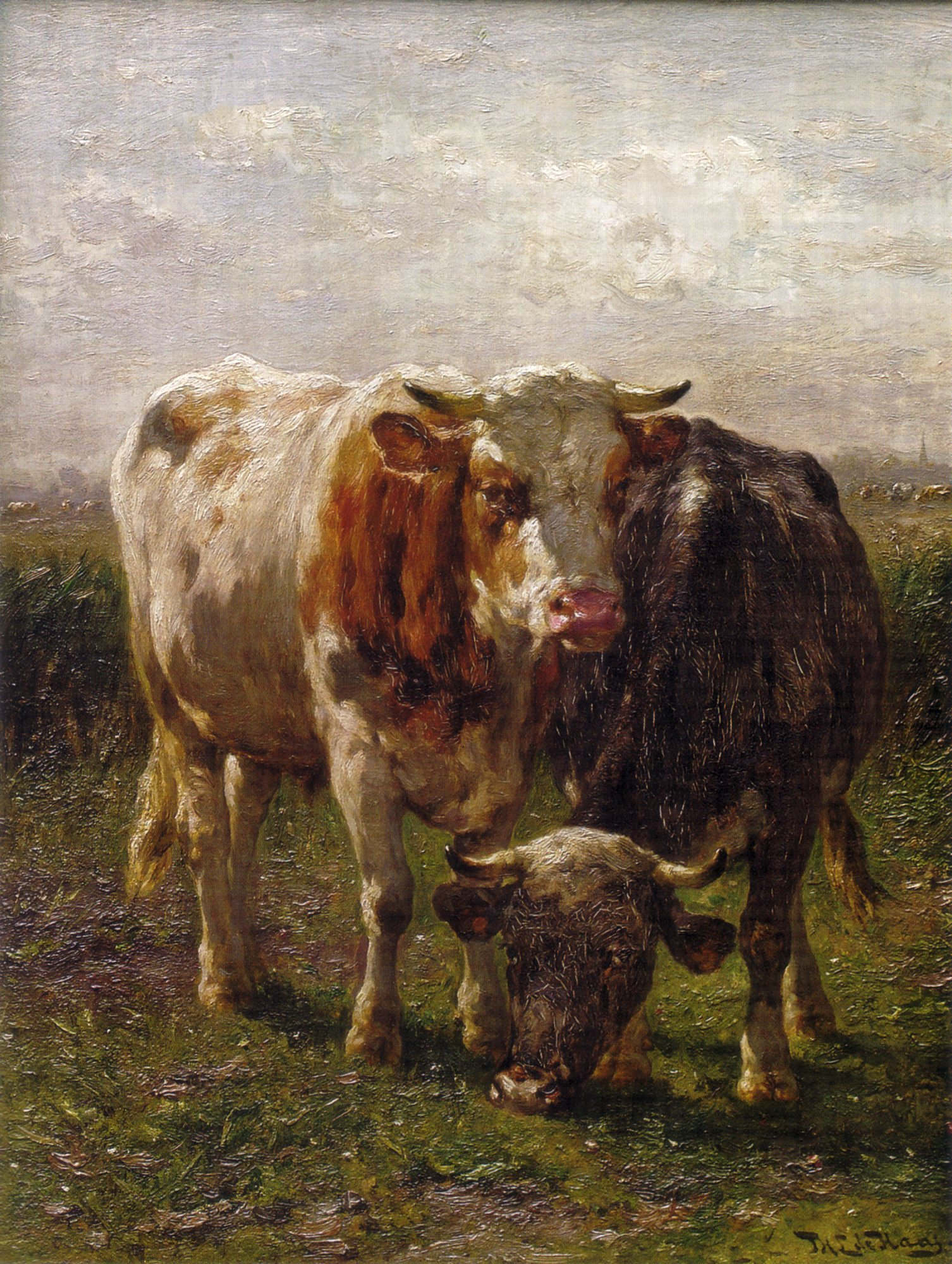
Toro y vaca en Oosterbeek.
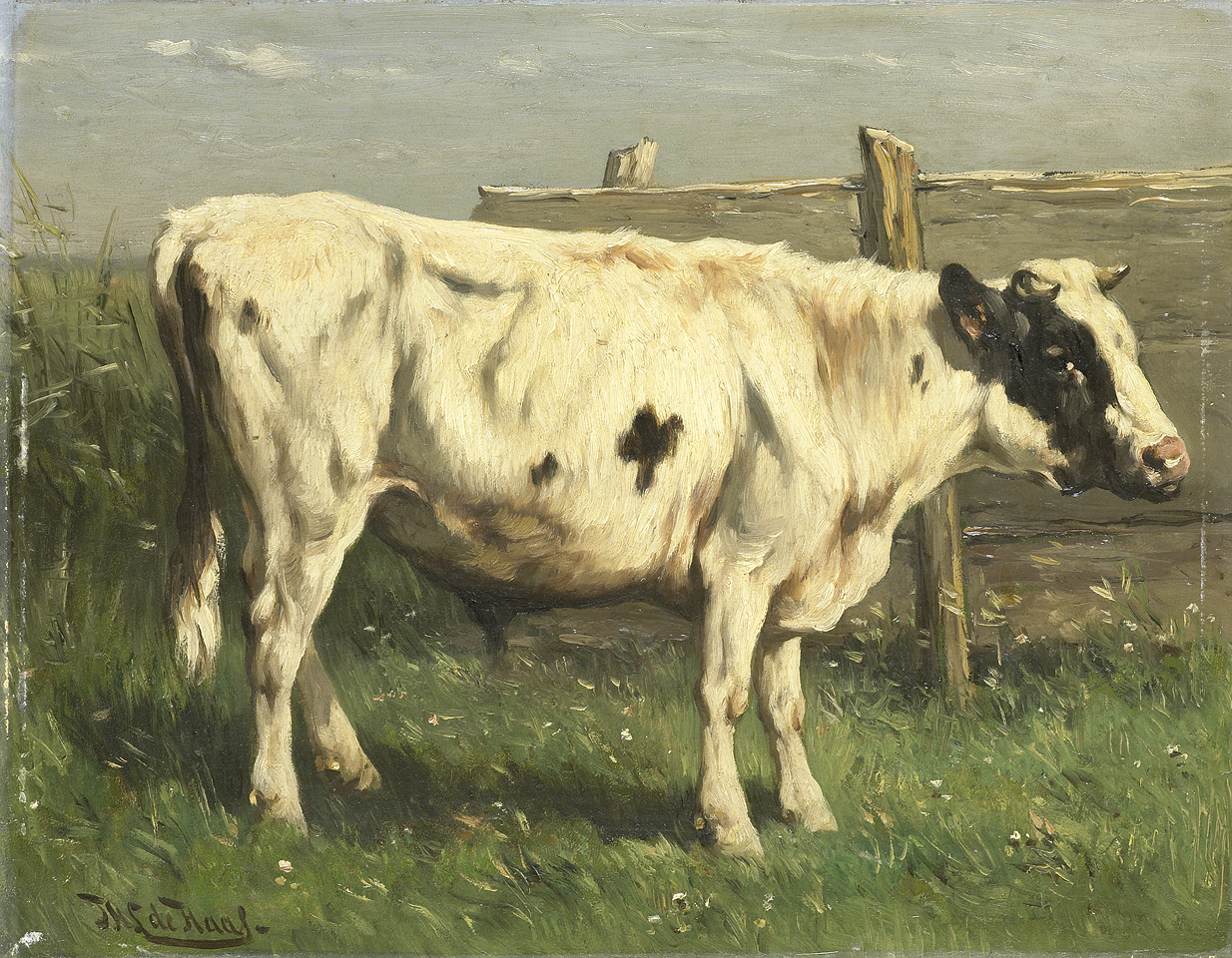
Toro joven.
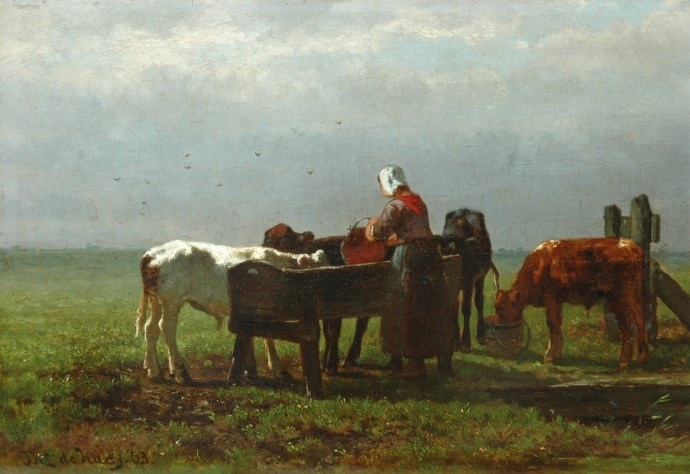
Alimentando terneros.